# Luciano Aued
Luciano Aued (ur. 1 marca 1987 w La Placie) – argentyński piłkarz występujący na pozycji pomocnika. Zawodnik klubu Gimnasia La Plata.

## Kariera klubowa
Aued zawodową karierę rozpoczynał w sezonie 2006/2007 w zespole Gimnasia La Plata z Primera División Argentina. W tych rozgrywkach zadebiutował 27 maja 2007 roku w przegranym 0:3 pojedynku z River Plate. Było to jednak jedyne spotkanie rozegrane przez niego w tamtym sezonie. W ciągu następnych dwóch sezonów nadal był graczem rezerwowym Gimnasii. Podstawowym zawodnikiem jej składu stał się od sezonu 2009/2010.

## Kariera reprezentacyjna
W reprezentacji Argentyny Aued zadebiutował 17 marca 2011 roku w wygranym 4:1 towarzyskim meczu z Wenezuelą, w którym strzelił także gola.